# Ovčín (Böhmisches Mittelgebirge)
Der Ovčín (deutsch Woftschin) ist eine Erhebung am Südrand des linkselbischen Böhmischen Mittelgebirges, westlich von Lovosice.

## Charakter
Der  Basaltberg besteht aus einem von Nordost nach Südwest verlaufenden Höhenrücken. Dieser ist im Gipfelbereich auf einer Länge von ca. 200 m nahezu waagerecht und fällt nach Südost und Nordwest recht steil ab. Die Hänge sind überwiegend von Laubwald bewachsen; auf dem Gipfel dominieren Büsche, was einen guten Ausblick in alle Richtungen ermöglicht.

## Geschichte
Die Ostseite des Berges war 1756 Schauplatz der ersten Kampfhandlung im Siebenjährigen Krieg, der Schlacht von Lobositz.

## Wege zum Gipfel
Auf den Ovčín führen keine markierten Wanderwege. Er ist auf verschiedenen kleinen Pfaden, die vom grün markierten Weg zwischen Vchynice und Třebenice, der am südöstlichen Fuß des Berges entlangführt, zu erreichen.